# Niklas Höhne

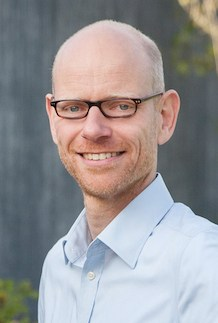
Niklas Höhne (2019)

Niklas Höhne (* 1970 in Hamburg) ist ein deutscher Wissenschaftler auf dem Gebiet Klimaschutz und Experte für nationale und internationale Klimapolitik. Er ist einer der Gründer des NewClimate Institute und ist Professor an der Universität Wageningen.

## Leben
Höhne studierte Physik an der RWTH Aachen und an der INSA Lyon. 1997 schloss er sein Studium mit dem Diplom in Physik an der RWTH Aachen ab. In seiner Diplomarbeit Photothermische Deflektionsspektroskopie als Methode zur Charakterisierung von Solarzellen aus amorphem Silizium befasste sich Höhne mit der Technologie erneuerbarer Energien. Von 1998 bis 2001 war er als Mitarbeiter des UNFCCC-Sekretariats mit der Unterstützung der internationalen Klimaverhandlungen befasst, z. B. zu Themen der Berichterstattung, Abschätzung zukünftiger Emissionen, fluorierten Treibhausgasen und internationalem Transport. 2001 wechselte er zum Beratungsunternehmen Ecofys. 2005 promovierte er an der Universität Utrecht mit der Dissertation „What is next after the Kyoto Protocol – Assessment of options for international climate policy post 2012“. Ab 2009 war er bei Ecofys Direktor für Energie- und Klimapolitik. Zusammen mit Kollegen gründete er 2014 das NewClimate Institute, ein gemeinnütziges Forschungsinstitut für Klimapolitik. 2017 wurde er zum Special Professor „Mitigation of Greenhouse Gas Emissions“ an der Universität Wageningen berufen.

## Wirken
Höhne hat über 300 Studien und wissenschaftliche Artikel zum Thema Klimapolitik verfasst. Seit 2003 trägt er zu den Berichten des IPCC bei, er ist „Lead Author“ zu internationalen Klimaschutzmaßnahmen im Vierten und Fünften Sachstandsbericht des IPCC und „Contributing Autor“ im Sechsten Sachstandsbericht. Höhne ist einer der Autoren aller UNEP Emissions Gap Reports (2010 bis 2022), die den Fortschritt des globalen Klimaschutzes messen. Er ist Mitgründer des New Climate Institute, das zusammen mit anderen Forschungseinrichtungen den „Climate Action Tracker“ betreibt, der die Emissionsminderungsvorschläge der Länder im Rahmen der Klimaverhandlungen transparent macht.
Ein wichtiges Arbeitsgebiet Höhnes sind Netto-Null-Ziele. So schlug er zusammen mit Farhana Yamin und Erik Haites 2013 vor, in einem neuen internationalen Klimaschutzabkommen das globale Ziel einzuführen, komplett aus Treibhausgasemissionen auszusteigen. Das Pariser Klimaschutzabkommen 2015 enthält ein entsprechendes Netto-Null-Ziel. Mehrere Länder haben für sich ebenfalls Netto-Null-Ziele gesetzt. Auch berechnete Höhne, dass die Einhaltung dieser nationalen Netto-Null-Ziele das globale Temperaturziel des Pariser Klimaschutzabkommens wieder in Reichweite bringen würde. Höhne und andere haben das globale Netto-Null-Ziel auf Sektoren heruntergebrochen. Zum Beispiel fanden sie 2016, dass zur Einhaltung des globalen Ziels der Verkauf von Autos mit Verbrennungsmotor bis 2035 beendet sein sollte. Die Internationale Energieagentur veröffentlichte 2021 dasselbe Ziel. Es wurde 2023 von der EU in ein Gesetz überführt, das bestimmt, dass von 2035 an neu zugelassene Autos emissionsfrei sein müssen.
Seit den 2000er Jahren arbeitet Höhne an der Bewertung der Beitrage der verschiedenen Länder zur Reduzierung der Treibhausgasemissionen. Seine Arbeiten, später präzisiert, gingen in die Aussage im Vierten Sachstandsbericht des IPCC ein, dass die Industrieländer die Treibhausgasemissionen im Jahr 2020 um 25 bis 40 % im Vergleich zu 1990 und bis 2050 um 80 bis 95 % reduzieren müssten, um kompatibel mit der Begrenzung des globalen Temperaturanstiegs auf 2 °C zu sein. Diese Vorgaben wurden in ähnlicher Form in die nationalen Reduktionziele vieler Länder wie der EU übernommen.
In der öffentlichen Debatte um Auswege aus der Klimakrise setzt sich Höhne für einen Umstieg auf eine postfossile Wirtschaft und einen Zeitplan für die Verwendung emissionsfreier Technologien ein; so fordert er etwa mit Verweis auf Erfolge des California Air Resources Boards für alle fortan gebauten Kraftwerke die ausschließliche Nutzung erneuerbarer Energien, ein Verbot des Verkaufs CO2-ausstoßender Fahrzeuge ab den frühen 2020er-Jahren und ein Verbot des CO2-Ausstoßes von Industrieanlagen ab dem Jahr 2025.
In den Medien engagiert sich Höhne mit zahlreichen Beiträgen zu den Möglichkeiten und Auswirkungen der Maßnahmen zur Abwendung der Klimakrise.

## Veröffentlichungen (Auswahl)
- mit Michel den Elzen und Martin Weiss: Common but differentiated convergence (CDC). A new conceptual approach to long-term climate policy. In: Climate Policy. Band 6, Nr. 2, 2006, S. 181–199, doi:10.1080/14693062.2006.9685594.
- mit Michel den Elzen: Reductions of greenhouse gas emissions in Annex I and non-Annex I countries for meeting concentration stabilisation targets. An editorial comment. In: Climatic Change. Band 91, 2008, S. 249–274.
- mit Michel den Elzen: Sharing the reduction effort to limit global warming to 2 °C. In: Climate Policy. Band 10, 2010, S. 247–260.
- mit Helcio Blum, Jan Fuglestvedt, Ragnhild Bieldtvedt Skeie, Atsushi Kurosawa, Guoquan Hu, Jason Lowe, Laila Gohar, Ben Matthews, Ana Claudia Nioac de Salles und Christian Ellermann: Contributions of individual countries’ emissions to climate change and their uncertainty. In: Climatic Change. Band 106, 2011, S. 359–391.
- mit Navroz K. Dubash, Markus Hagemann und Prabhat Upadhyaya: Developments in national climate change mitigation legislation and strategy. In: Climate Policy. Band 13, 2013, S. 649–664.
- mit Michel den Elzen und Donovan Escalante: Regional GHG reduction targets based on effort sharing. A comparison of studies. In: Climate Policy. Band 14, Nr. 1, 2014, S. 122–147, doi:10.1080/14693062.2014.849452.
- mit R. N. Stavins, J. Zou, T. Brewer, M. C. Grand, M. den Elzen, M. Finus, J. Gupta, M.-K. Lee, A. Michaelowa, M. Paterson, K. Ramakrishna, G. Wen, J. Wiener und H. Winkler: International Cooperation: Agreements & Instruments, Climate Change 2014: Mitigation of Climate Change. Contribution of Working Group III to the Fifth Assessment Report of the Intergovernmental Panel on Climate Change. 2014, Chapter 13.
- mit Joeri Rogelj, Michel den Elzen, Taryn Fransen, Hanna Fekete, Harald Winkler, Roberto Schaeffer, Fu Sha, Keywan Riahi und Malte Meinshausen: Paris Agreement climate proposals need a boost to keep warming well below 2 C. In: Nature. Band 534, Nr. 7609, 2016, S. 631, doi:10.1038/nature18307.
- mit Takeshi Kuramochi, Michiel Schaeffer, Jasmin Cantzler, Bill Hare, Yvonne Deng, Sebastian Sterl, Markus Hagemann, Marcia Rocha, Paola Andrea Yanguas-Parra, Goher-Ur-Rehman Mir, Lindee Wong, Tarik El-Laboudy, Karlien Wouters, Delphine Deryng und Kornelis Blok: Ten key short-term sectoral benchmarks to limit warming to 1.5 °C. In: Clim. Policy. Band 18, 2018, S. 287–305. doi:10.1080/14693062.2017.1397495
- mit Michel den Elzen, Joeri Rogelj, Bert Metz, Taryn Fransen, Takeshi Kuramochi, Aanne Olhoff, Joseph Alcamo, Harald Winkler, Sha Fu, Michiel Schaeffer, Roberto Schaeffer, Glen P. Peters, Simon Maxwell und Navroz K. Dubash: Emissions: world has four times the work or one-third of the time. In: Nature. Band 579, 2020, S. 25–27.